# Bleptina ningpoalis
Bleptina ningpoalis là một loài bướm đêm trong họ Noctuidae.